# Vysoká Lhota
Vysoká Lhota é uma comuna checa localizada na região de Vysočina, distrito de Pelhřimov.